# Amyntas III
Pour les articles homonymes, voir Amyntas.
Amyntas III (en grec ancien : Ἀμύντας / Amýntas), né au  Ve siècle av. J.-C., mort vers 370/369, est un roi de Macédoine de la dynastie des Argéades qui règne de 393 à 370/369. Il est le père de Philippe II.

## Biographie

### Origine
Amyntas III est le fils d'Arrhidaios et le petit-fils d'Amyntas, l'un des fils d'Alexandre Ier. Le règne d'Amyntas III  met fin à la période agitée qui a suivi la mort du roi Archélaos Ier en 399 av. J.-C. Amyntas III succède à l'éphémère souverain Pausanias (394-393) qui périt assassiné. Cependant, la date du début de son règne est incertaine, la date de 389 étant aussi avancée.

### Règne
Le début du règne d'Amyntas III est marqué par les invasions des Illyriens, dirigés par leur chef Bardylis, qui pillent le nord et l'ouest de la Macédoine. Amyntas ne reçoit d'aide que de la Ligue chalcidienne, dirigée par la cité d'Olynthe, et de l'oligarchie des Aleuades de Larissa en Thessalie qu'Archélaos avait aidée quelques années plus tôt. Encore cette aide est-elle assortie de concessions frontalières humiliantes. De plus elle se révèle insuffisante pour éviter les pillages et les raids illyriens. Aussi Amyntas III est-il rapidement renversé et remplacé par Argaios, sans doute un fils d'Archélaos.
Il est restauré avec l'aide des Thessaliens à la fin des années 390. Il épouse une princesse sans doute d'origine illyrienne, Eurydice, afin de garantir sa frontière nord-ouest. Il s'oppose alors aux Chalcidiens qui rechignent à rendre les terres qu'il leur avait confiées lors de l'invasion illyrienne. Les Chalcidiens suscitent des troubles qui gagnent même Pella, la capitale, en 383. C'est l'intervention de Sparte vers 382, appelée à l'aide par d'autres cités de la région qu'inquiètent les progrès de la Ligue chalcidienne, qui permet à Amyntas III de retourner la situation. Une guerre de trois ans éclate à l'issue de laquelle (en 379) Olynthe capitule : la ligue est un temps dissoute et la Macédoine recouvre, en partie, ses frontières antérieures.
Amyntas III s'allie ensuite aux Thessaliens et en particulier avec le tyran Jason de Phères. Il arbitre le conflit entre Élimiotes et Perrhèbes puis se rapproche d'Athènes après le déclin de Sparte. Au congrès panhellénique de Sparte (en 371), il reconnaît les droits des Athéniens sur Amphipolis.
Il meurt âgé vers 370-369 et est remplacé par son fils Alexandre II.
Il a eu pour médecin personnel, Nicomaque, le père d'Aristote.

## Union et postérité
Selon Justin, Amyntas III laisse trois enfants d'une union avec une certaine Gygée :
- Archélaos ;
- Arrhidée ;
- Ménélas.

Ainsi que trois garçons et une fille de son mariage avec Eurydice :
- Alexandre II ;
- Perdiccas III ;
- Philippe II (par ce dernier, Amyntas III est donc le grand-père d'Alexandre le Grand) ;
- Euryone, épouse de Ptolémée d'Alôros.